# Paraboea laxa
Paraboea laxa är en tvåhjärtbladig växtart som först beskrevs av Ridley, och fick sitt nu gällande namn av Ridley. Paraboea laxa ingår i släktet Paraboea och familjen Gesneriaceae. Inga underarter finns listade i Catalogue of Life.